# Iota Hydrae
Désignations
Iota Hydrae (en abrégé ι Hya) ou Ukdah est une étoile géante de la constellation de l'Hydre. Sa magnitude apparente est de 3,91. D'après la mesure de sa parallaxe annuelle par le satellite Hipparcos, l'étoile est située à environ ∼ 263 a.l. (∼ 80,6 pc) de la Terre. Elle s'éloigne du Système solaire à une vitesse radiale de +24 km/s.
Iota Hydrae est une étoile géante rouge de type spectral K2,5III. C'est une étoile à baryum légère avec un indice de 0,3, ce qui indique que son spectre présente une surabondance relative en baryum et strontium ionisés une fois.